# 斯洛比德卡-奧列克西涅齊卡
49°13′36″N 26°43′35″E / 49.22667°N 26.72639°E
斯洛比德卡-阿列克西內茨卡（烏克蘭語：Слобідка-Олексинецька）是位於烏克蘭西部的村莊，由赫梅利尼茨基州裡赫梅利尼茨基區的霍羅多克市鎮負責管轄。該村始建於1595年，面積0.81平方公里，2001年人口188，人口密度每平方公里232.1人。